# Alenka Bratušek
Alenka Bratušek (Celje, 31 marzo 1970) è una politica slovena, esponente principale del Partito di Alenka Bratušek.
È stata Presidente del Governo della Slovenia dal 20 marzo 2013 al 18 settembre 2014. Dal 2018 al 2020, dopo la formazione del Governo Šarec, diviene Ministro delle Infrastrutture, succedendo a Peter Gašperšič.

## Biografia
Dal gennaio 2013 all'aprile 2014 è stata presidente del partito politico di orientamento liberal-democratico Slovenia Positiva (Pozitivna Slovenija, PS).

### Presidente del Governo sloveno
Bratušek è divenuta Presidente del Governo il 20 marzo 2013, dopo il voto di sfiducia parlamentare al governo di Janez Janša. È stata la prima donna a svolgere l'incarico di capo dell'esecutivo in Slovenia.
Dopo la sconfitta al congresso di Slovenia Positiva ha rassegnato le dimissioni e nel maggio 2014 il suo governo liberal-sociale ha perso la fiducia del parlamento. Vengono quindi indette elezioni anticipate per il mese di luglio 2014. Durante la crisi politica e stante la difficoltà del governo di individuare un candidato condiviso a ricoprire la carica di commissario europeo della Slovenia nella commissione Juncker, ha utilizzato la procedura d'urgenza, che secondo il diritto sloveno garantisce ampi poteri discrezionali al primo ministro, per autocandidarsi. La scelta è stata fortemente criticata dalle opposizioni.

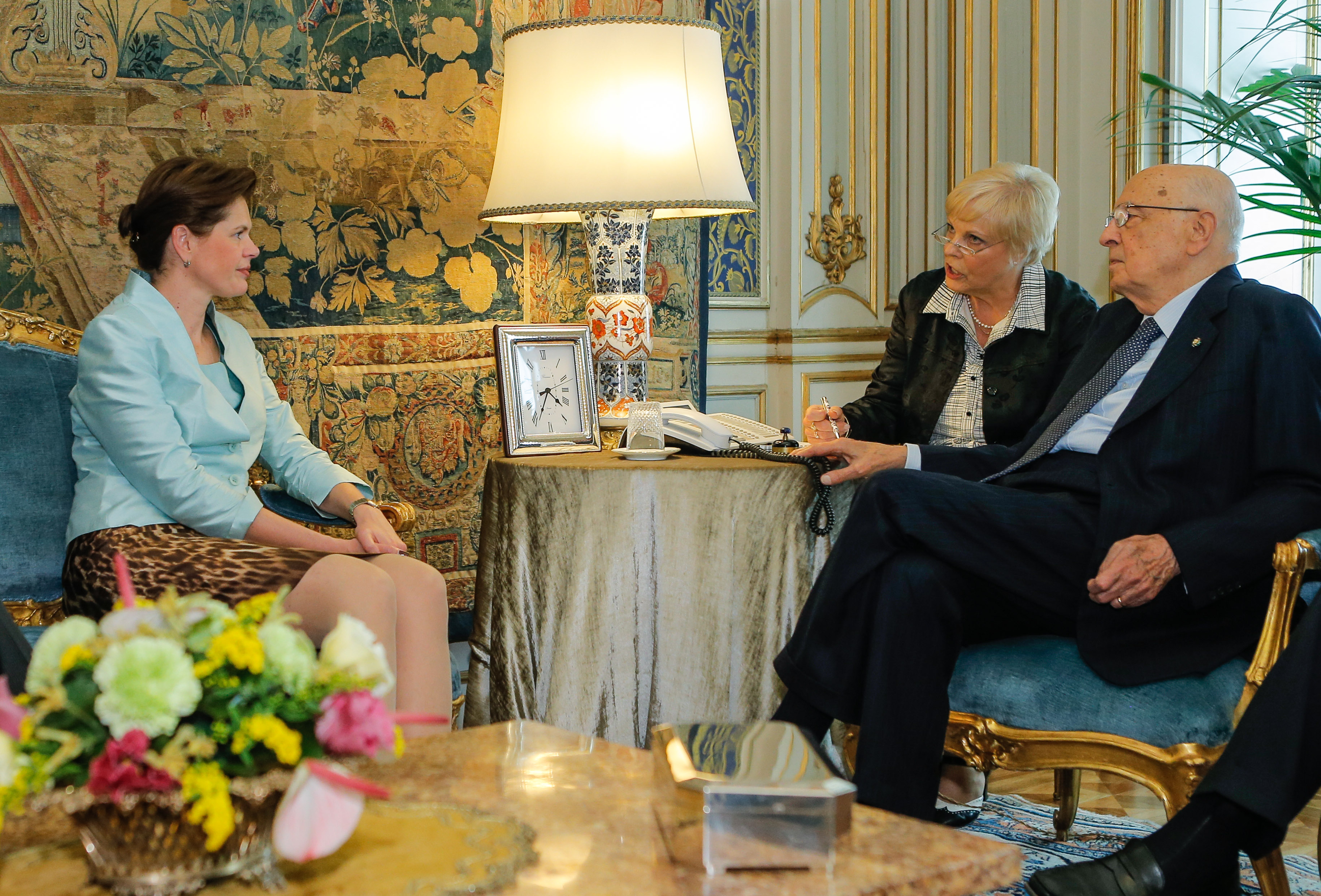
Bratušek (a sinistra) con il Presidente italiano Giorgio Napolitano (2013)

In vista delle elezioni politiche ha fondato un nuovo partito denominato Alleanza di Alenka Bratušek (Zavezništvo Alenke Bratušek, ZaAB), che alle elezioni del 13 luglio 2014 ha ottenuto 38.293 voti (pari al 4,38 per cento dei votanti) e 4 seggi, di cui uno per lei. A seguito della sconfitta elettorale, il 18 settembre 2014 ha ceduto l'incarico di capo del governo a Miro Cerar.

### La candidatura a commissario europeo
Durante l'estate 2014 è stata indicata dal Governo sloveno da lei presieduto quale commissario europeo della Slovenia. Il 5 settembre 2014 Jean-Claude Juncker ha accettato la sua candidatura indicandola per il ruolo di vicepresidente e commissaria europea per l'unione energetica. A partire dal 29 settembre si è presentata, assieme agli altri commissari, al Parlamento europeo per le audizioni, cui hanno fatto seguito le valutazioni e le eventuali votazioni delle commissioni sui candidati ascoltati. La sua audizione pubblica viene dichiarata insoddisfacente da molti parlamentari a causa della sua lacunosa conoscenza della materia energetica. Dopo la bocciatura da parte della commissione parlamentare e dei presidenti dei gruppi politici del Parlamento europeo, ha quindi ritirato la sua candidatura. Il 10 ottobre il Presidente del Governo Miro Cerar ha proposto, Violeta Bulc, come nuovo candidato commissario europeo del suo paese.. Il presidente Juncker ha così deciso un limitato rimpasto del collegio, annunciato il 15 ottobre, in tempo per l'approvazione definitiva, prevista per il 22 ottobre 2014.

### L'indagine per abuso d'ufficio
Nel marzo 2015 è stata indagata dalla Procura di Lubiana per abuso d'ufficio per essersi auto proposta, attraverso la procedura d'urgenza, come commissaria europea quando era a capo del governo.